# Гоголев, Кронид Александрович
Крони́д Алекса́ндрович Го́голев  (13 июля 1926, село Прутское, Новгородская губерния — 10 апреля 2013, Сортавала, Республика Карелия) — советский и российский художник-живописец. Народный художник Российской Федерации (1996), Лауреат Государственной премии России, Заслуженный работник культуры РСФСР (1976) и Карельской АССР (1972).

## Биография
Родился в семье священника.
В 1941 году окончил семилетнюю школу. В возрасте 16 лет попал на фронт, прошёл всю Великую Отечественную войну, демобилизовался в 1950 году.
В 1953—1957 годах учился в Ленинградском художественно-графическом педучилище, по окончании которого уехал по приглашению в Карелию в посёлок Кестеньга. С 1961 года работал учителем рисования в детской художественной школе города Сортавала. В 1966 году К. А. Гоголев заочно окончил художественно-графический факультет университета имени Герцена.
В Сортавале художник впервые обращается к дереву, которое вскоре становится главным материалом его творчества. В 1985 году Кронид Гоголев принят в Союз художников Карелии. В 1989 году в Сортавале открыт персональный выставочный зал работ художника.
Работы К. А. Гоголева находятся в Музее декоративно-прикладного искусства в Москве, Политехническом музее, Этнографическом музее Санкт-Петербурга, музее на острове Валаам, в частных коллекциях США, Японии, Германии, Финляндии, Швеции. В частности, произведения художника имеются в личных коллекциях Владимира Путина, семьи Бориса Ельцина, Анатолия Чубайса и многих других известных российских и зарубежных персон.
Умер 10 апреля 2013 года в городе Сортавала.

## Творчество

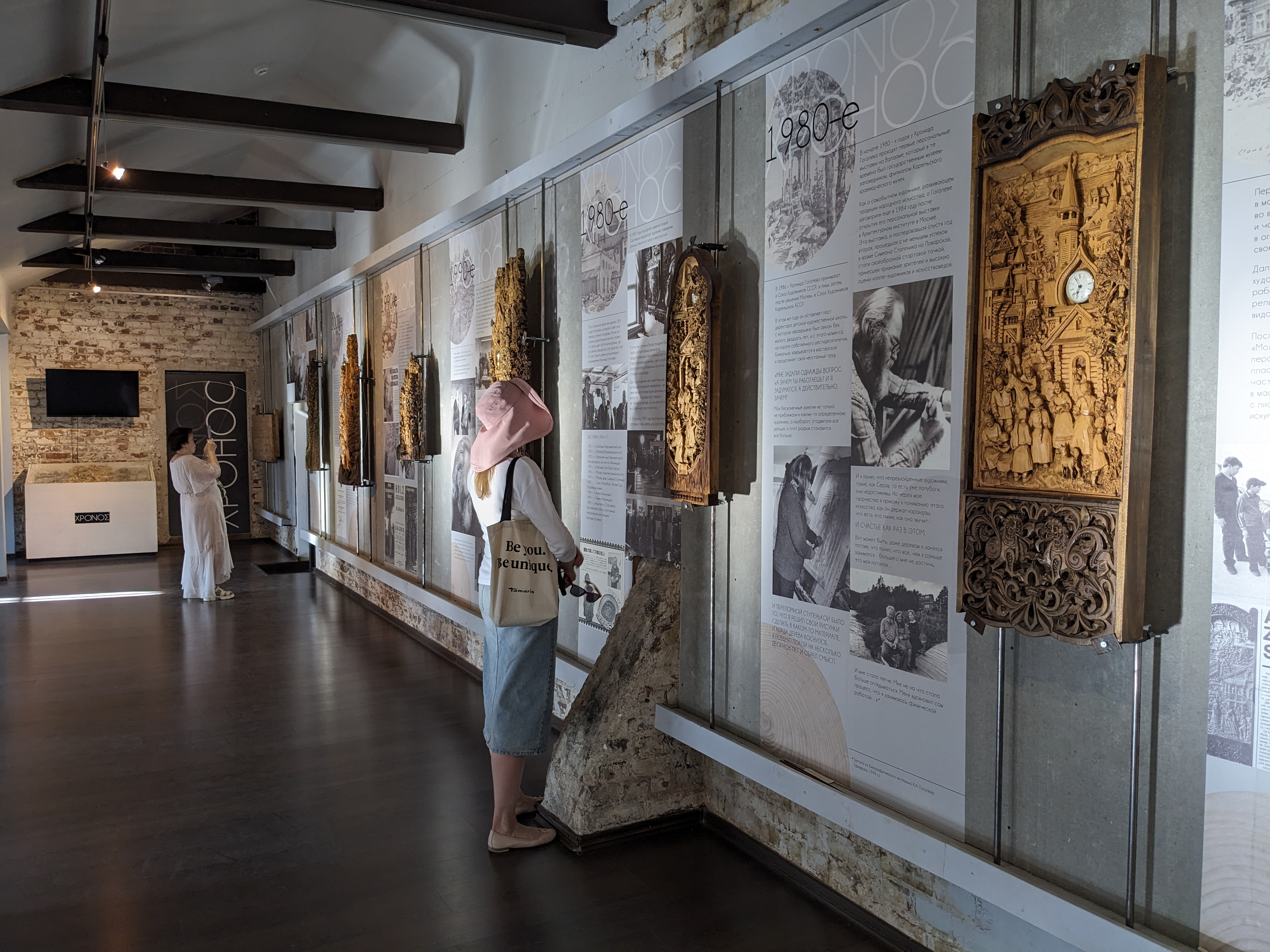
Выставка «Хронос», подготовленная Марией Гоголевой, с работами отца, 2025, Сортавала

Кронид Гоголев — автор многочисленных живописных полотен, деревянных скульптур, но наибольшие признание и известность принесли ему работы, выполненные рельефной резьбой по дереву.
Как правило, резная композиция выполнялась художником на специально подготовленном липовом щите, в монолитной технике — без применения клееных деталей. Большую работу художник проводил с оттенками дерева, в частности, добиваясь необходимого впечатления для произведений, посвящённых зимнему времени.
Работы Гоголева посвящены русскому северу, русской северной природе, народному быту. Помимо сказочных сюжетов в творчестве художника можно найти работы, посвящённые Сортавале, Петрозаводску, Валааму, нашли отражения и библейские сюжеты (работа — «Тайная Вечеря»), композиции по мотивам эпоса «Калевала».

## Звания и награды
- Медаль «За отвагу» (1944)
- Медаль «За отвагу» (1945)
- Медаль «За победу над Германией в Великой Отечественной войне 1941—1945 гг.» (9 мая 1945)
- Медаль «За взятие Кенигсберга» (9 июня 1945)
- Заслуженный работник культуры Карельской АССР (29 июня 1972)
- Заслуженный работник культуры РСФСР (29 сентября 1976)
- Орден Отечественной войны II степени (11 марта 1985)[7]
- Орден «Знак Почёта» (22 августа 1985)
- Член Союза Художников России (с 1985 года — РСФСР)
- Почётный гражданин города Сортавала (8 июля 1996)
- Народный художник Российской Федерации (20 июля 1996) — за большие заслуги в области изобразительного искусства[8]
- Орден святого благоверного князя Даниила Московского III степени (28 июля 1996)
- Премия «Kareliana» (10 декабря 1998)
- Почётный гражданин Республики Карелия (5 июля 1999)
- Орден Дружбы (13 марта 2002) — за многолетнюю плодотворную деятельность в области культуры и искусства, большой вклад в укрепление дружбы и сотрудничества между народами[9]
- Орден святого благоверного князя Даниила Московского II степени (13 июля 2006)
- Орден «За заслуги перед Отечеством» IV степени (14 февраля 2007) — за большой вклад в развитие многонациональной отечественной культуры и многолетнюю плодотворную деятельность[10]
- Почётный член общества «Puuseppameistarit» (общество мастеров резьбы по дереву Финляндии)

## Память
На здании музея Крониду Гоголеву в Сортавале установлена мемориальная памятная доска.